# Wierzchlas (Mieszkowice)

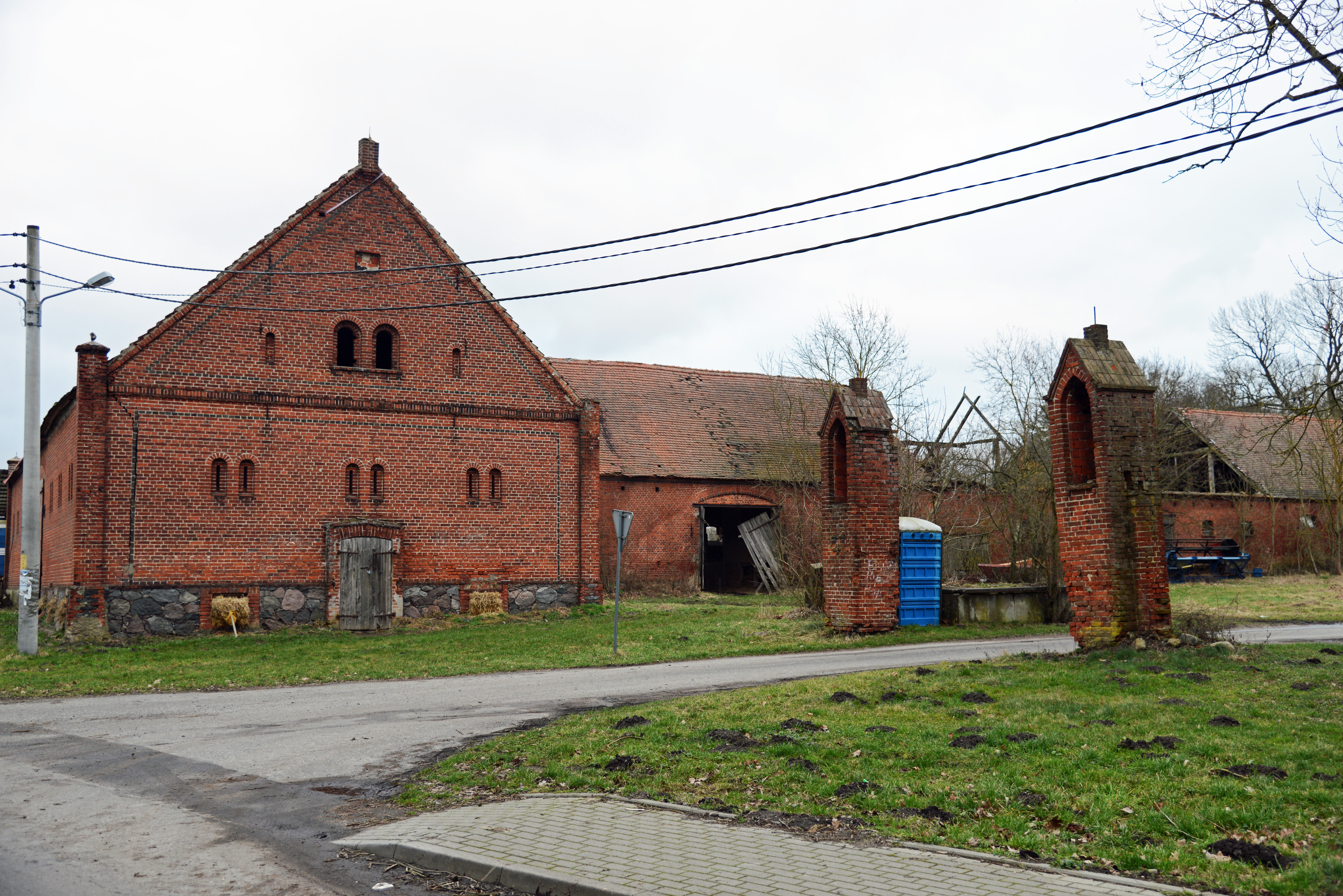
Gutshof des Ritterguts Falkenwalde in Wierzchlas

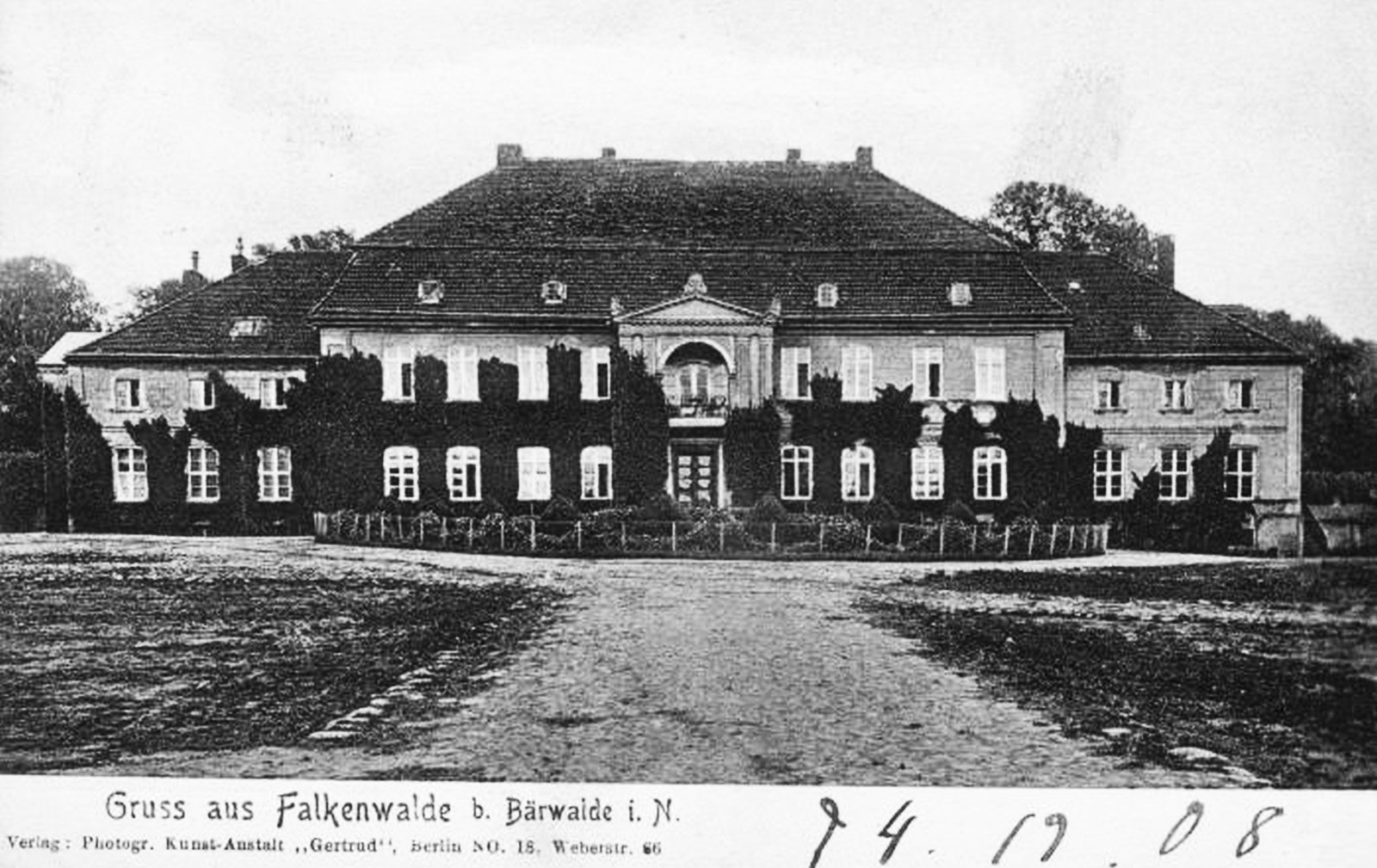
Schloss des Ritterguts Falkenwalde u. Graefendorf von 1760

Wierzchlas (deutsch Falkenwalde) ist ein Dorf in der Woiwodschaft Westpommern in Polen. Es liegt heute in der Gmina Mieszkowice (Gemeinde Bärwalde) und gehört mit dieser zum Powiat Gryfiński (Kreis Greifenhagen).

## Geografie
Wierzchlas liegt an der DK 31, 5 km nördlich vom Kernort von Mieszkowice und 13 km entfernt von der südwestlich verlaufenden Grenze zu Deutschland. Das Dorf liegt am Fluss Kurzyca (deutsch Kuritz), einem ca. 25 Kilometer langem Nebenfluss der Oder. Der Gemeindeteil Neu-Falkenwalde war ein Wohnplatz, der in der ersten Hälfte des 19. Jahrhunderts 2,5 km östlich des Dorfes Falkenwalde angelegt wurde, und zur Unterscheidung den Namen Neu-Falkenwalde erhielt. 1947 wurde Neu-Falkenwalde in Wierzchlasek umbenannt. Der Gemeindeteil existiert heute nicht mehr. Wilhelminenhof war ein Vorwerk, das in der ersten Hälfte des 19. Jahrhunderts 2 km östlich des Dorfes angelegt wurde und 1947 in Jamno umbenannt wurde. Der Gemeindeteil existiert heute nicht mehr.
| Deutscher Name  | Beschreibung       | Lage             | Polnischer Name | Koordinaten          |
| --------------- | ------------------ | ---------------- | --------------- | -------------------- |
| Falkenwalde     | Dorf und Rittergut |                  | Wierzchlas      | 52° 50′ N, 14° 30′ O |
| Gräfendorf      | Wohnplatz          | 2,5 km östlich   | Goszkówek       | 52° 51′ N, 14° 33′ O |
| Neu Falkenwalde | Wohnplatz          | 3 km südöstlich  | Wierzchlasek    | 52° 50′ N, 14° 32′ O |
| Wilhelminenhof  | Vorwerk            | 2 km östlich     | Jamno           | 52° 49′ N, 14° 32′ O |
| Karlsfelde      | Vorwerk            | 6 km nordöstlich | Ostępy          | 52° 50′ N, 14° 35′ O |

## Geschichte

### Geschichte von Falkenwalde bis 1945
Das Dorf lag ab etwa 1250 auf dem Gebiet der neu gegründeten Neumark und wurde erstmals urkundlich im Jahr 1333 erwähnt, als Heinrich von Sydow [Heinricus de Sidow], aus dem brandenburgische Adelsgeschlechts von Sydow, vom Markgraf von Brandenburg Ludwig I. Lehensbesitz in Falkenwalde [Villa Valkinwold] mit 27 Hofstellen und einer Mühle in der Nähe des Dorfes erhielt.

Im Neumärkischen Landbuch des Markgrafen von Brandenburg Ludwig I. von 1337 wird ausgeführt:
„Valkenwold habet XXVII mansos, quorum dos habet III monsos, illi de Sidow pro servicio VIII mansos, in pactu unum chorum.“
Volkenwalde (Falkenwalde) besitzt 28 Hofstellen (Hufen) [mansus], davon dienen drei Hofstellen dem Unterhalt des Pfarrers (Pfarracker) [dos], das Adelsgeschlechts von Sydow besitzt gegen Lehndienst [pro servicio] acht der Hofstellen und erhält einen Wispel [chorus][preußischer Wispel = 24 Scheffel] Kornpacht von den Bauern.
Vom 14. Jahrhundert bis 1771 gehörte das Dorf der Familie von Sydow, die hier 1760 ein Schloss errichtete (heute existiert es nicht mehr).
Im Jahr 1693 wurde die Ortschaft Graefendorf (Goszkówek) an das Dorf angegliedert.
In den Hufenklassifikations-Protokollen von Friedrich Wilhelm I. für die Neumark von 1718/19 sind in Falkenwalde die drei Bauern Heinrich, Mecklenburg und Werbelow mit je 3 Hufen und die vier Kossäten Bieler, Stegefrest, Werbelow und Sandsack mit je 1 Hufe Land aufgelistet. Die Befreiung der drei Bauern von den gutsherrlichen Lasten erfolgte 1804, die der Kossäten erst 1819. Die Bauern mussten hierbei einen Teil ihres Landbesitzes an die Gutsherrschaft abgeben, die Kossäten mussten bis 1892 eine Geldzahlung an die Gutsherrschaft leisten.
Im Jahr 1773 wechselte das Dorf seinen Besitzer und der Kriegsrat Crüger wurde Eigentümer. Landrat Carl Ludwig Alexander von Zinnow erwarb Mitte 1798 das Rittergut mit den Gütern Falkenwalde u. Graefendorf im Wert von 70.000 Talern von seiner Großmutter, der Kriegsrätin Krüger auf dem neumärkischen Hanseberg. Von Zinnow wollte die Güter selbst bewirtschaften und nahm daher im August 1798 als Leutnant des Dragoner-Regiments IV von Katte in Landsberg an der Warthe seinen Abschied vom Militärdienst. Am 22. Dezember 1798 wurde von Zinnow als Landrat des Kreises Königsberg Nm. bestallt.
Am 4. April 1802 kaufte Cristoph August von Bredow das Rittergut Falkenhagen. Wegen der hohen auf dem Gut lastenden Schulden verkaufte er den Grundbesitz schon am 21. November 1803 an den Rittmeister Ernst Wilhelm von Witte. Im Jahr 1850 umfasste das Anwesen 5.709 Hektar Land, im Jahr 1929 waren es insgesamt etwa 1.500 Hektar Land. Am 26. September 1900 heiratete Ada Lonny Dora von Witte Friedrich-Wilhelm Graf von Schlieffen, der hierdurch Eigentümer des Rittergutes wurde.

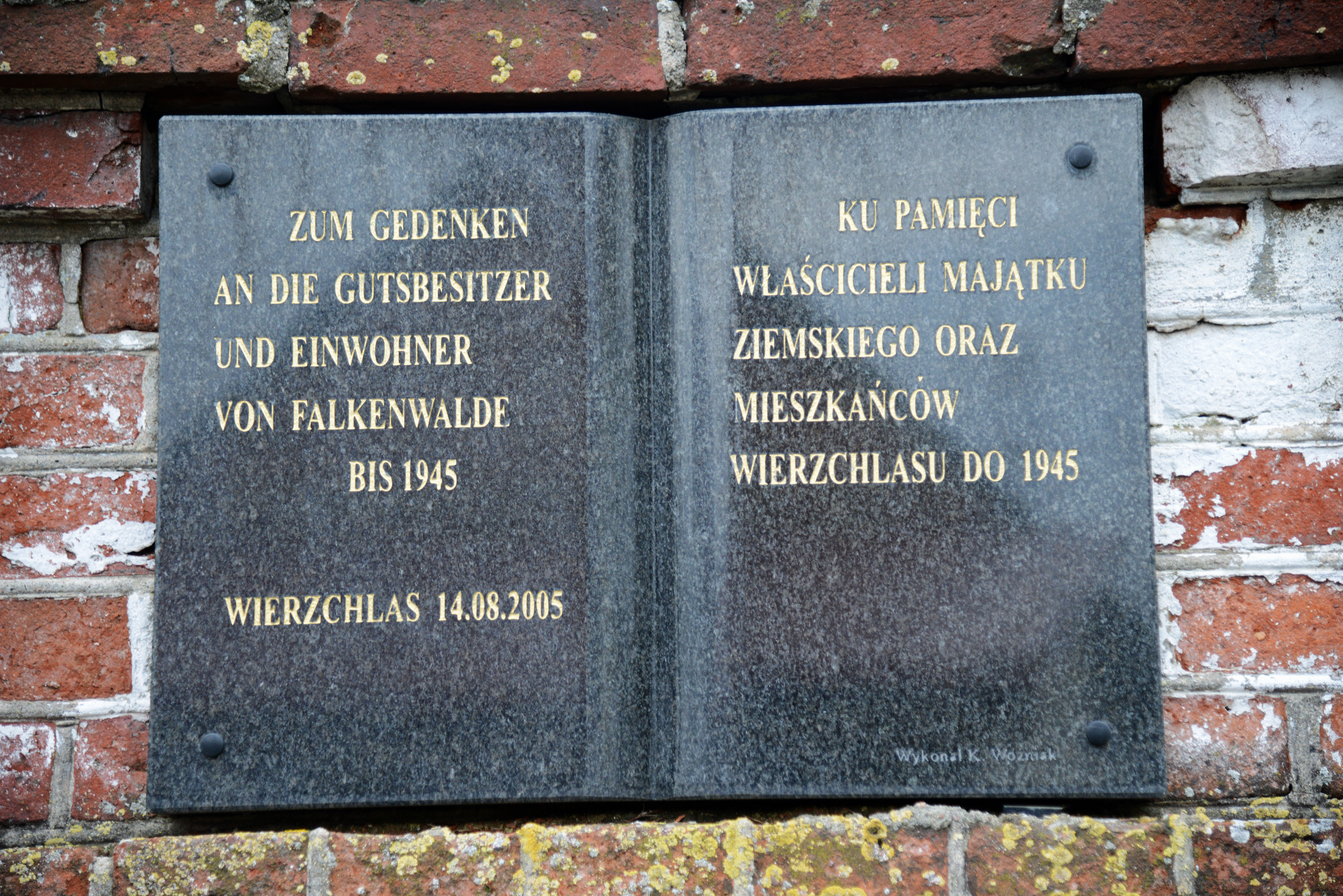
Gedenkstein der Gemeinde Wierzchlas für die deutschen Einwohner und Gutsbesitzer von Falkenhagen an der Umfassungsmauer der Kirche.

Vor 1945 bildete Falkenwalde eine Landgemeinde im Landkreis Königsberg Nm. der preußischen Provinz Brandenburg. Falkenwalde zählte im Jahr 1933 288 Einwohner, im Jahr 1939 275 Einwohner.
Im Winter 1945 waren auf den Gutshöfen Falkenwalde 60 russische Kriegsgefangene als Zwangsarbeiter beschäftigt, die am 30. Januar 1945 durch die Kreisleitung nach Westen abtransportiert wurden. Die Verwalter der Gutshöfe Falkenwalde (Herr Vomhof) und Bellin (Herr Kehr) hatten wiederholt die NSDAP-Kreisleitung in Küstrin (polnisch Kostrzyn nad Odrą) kontaktiert, um eine Erlaubnis zur Evakuierung der Dorfbewohner (Treck-Erlaubnis) aus Falkenwalde und Bellin zu erhalten. Die Erlaubnis wurde noch am 30. und 31. Januar 1945 verweigert, da die Dörfer und die Güter Bellin und Falkenwalde die Versorgung der Flüchtlingstrecks aus den Landkreis Friedeberg Nm., Landkreis Landsberg (Warthe) und Landkreis Samter sicherstellen sollten. Mittags am 31. Januar 1945 rief dann der Bürgermeister von Bärwalde (polnisch Mieszkowice) an und gab die Anweisung: „Rette sich wer kann, Kreis Königsberg zu 90 % eingeschlossen“. Die zu diesem Zeitpunkt in den beiden Ortschaften befindlichen Personen bestanden in erster Linie aus Frauen, Kindern und Greisen. Die Bahnstrecke Küstrin-Jädickendorf lag bereits mittags am 31. Januar unter russischem Beschuss. Gegen Abend erreichte die Panzerspitze der 5. russischen Stoßarmee Vienitz (polnisch Witnica Chojeńska) und in der Nacht zum 1. Februar 1945 drangen erste russische Truppen in Falkenwalde und Bellin ein und das Dorf wurde ohne Zerstörung besetzt.

### Schicksal der deutschen Bevölkerung
Ab dem 1. Februar 1945 kam es wiederholt zu Massenvergewaltigungen von Mädchen und Frauen im Alter von 10-63 Jahren durch die russischen Soldaten. Russische Truppen besetzten das Gut und die Dörfer Falkenwalde und Gärfendorf, Neufalkendorf wurde niedergebrannt. Die in Falkenwalde verbliebene deutsche Bevölkerung im Alter von 14-80 Jahre wurde für zwei Tage von den russischen Truppen zur Zwangsarbeit in Belgen (polnisch Białęgi) gezwungen, um hier die Startbahn eines Feldflugplatzes zu planieren. Am nächsten Tag wurde der Zwangsarbeitertrupp eingesetzt, um zwischen Gossow (polnisch Goszków) und Falkenwalde an der Kuritz Schützengräben auszuheben. Am 04. Februar wurde der Falkenwalder Zwangsarbeitertrupp zum Selliner (polnisch Czelin) Vorwerk Kiewitt (polnisch Kiwity) getrieben. Hier fanden Massenvergewaltigungen statt und Gräfin Ada Lonny Dora von Schlieffen wurde blutig geschlagen. Einige Tage später konnte der Zwangsarbeitertrupp auf Feldwegen mit Karren, Kinderwagen und Handwagen, auf denen Kranke, Sterbende und kleine Kinder transportiert wurden, unbegleitet nach Falkenwalde zurückkehren. Hier fanden erneut Gruppenvergewaltigungen durch russische Soldaten statt und am nächsten Tag erfolgte dann die abschießende ethnische Säuberung von Falkenwalde. Die Falkenhagener wurden dann über Sellin und Gerlachshoop (polnisch Głębokie) zu einer Sandmulde bei Nordhausen (polnisch Narost) vertrieben. Hier verblieb die mittlerweile auf 150 Personen reduzierte Gruppe von März bis Anfang April 1945 in offenem Gelände. Im Anschluss wurden die Falkenwalder mit einem Bahntransport in Viehwagen nach Pyritz (polnisch Pyrzyce) deportiert. Hier erfolgte der Einsatz als Zwangsarbeiter beim Entladen von Kohlewaggons. Von Pyritz wurde der Trupp im Fußmarsch nach Friedrichsthal i. Pom. (polnisch Okunica) in eine Zuckerfabrik verlegt. Ende Juni 1945 wurden die Überlebenden nach Deutschland deportiert und bei Greifenhagen (polnisch Gryfino) über die Oder verbracht. Die Gruppe marschierte dann unter Führung von Frau von Treschkow und Frau von Müller zu Fuß nach Berlin. Gräfin Ada Lonny Dora von Schlieffen erhielt einen Platz im Zug nach Berlin, da sie nicht mehr marschfähig war. Sie verstarb dann an Entkräftung am 19. September 1945 in Berlin.

### Geschichte von Wierzchlas ab 1945
Seit 1945 liegt das Dorf innerhalb der Grenzen Polens. Zwischen 1945 und 1946 wurden hauptsächlich aus der Ukraine stammende polnischstämmige Vertriebene im Dorf angesiedelt. Am 22. August 1947 wurde Falkenwalde in Wierzchlas umbenannt. Bis 1960 wurde das Schloss des Rittergutes von der örtlichen Bevölkerung langsam abgebaut, was zu seiner völligen Zerstörung führte.

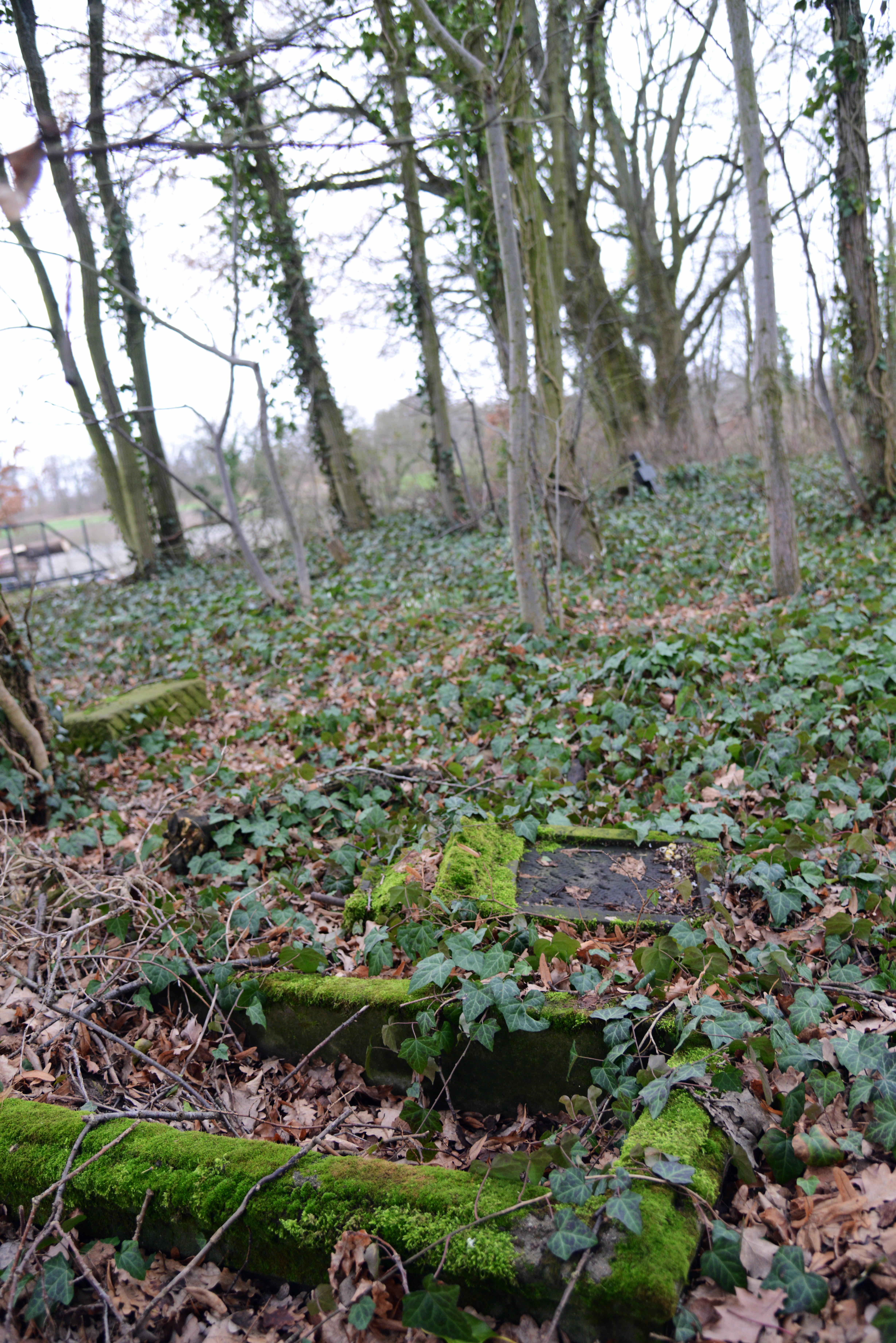
Der deutsche evangelische Friedhof in Wierzchlas (Mieszkowice)

| Vor- und Nachname                                    | Datum      |
| ---------------------------------------------------- | ---------- |
| von Sydow                                            | 1333–1771  |
| Carl August von Zinnow (1734–1775)                   | 1771–1775  |
| Kriegsrätin Krüger auf Hansberg                      | 1773–1798  |
| Landrat Carl Ludwig Alexander von Zinnow (1774–1808) | 1798–1803  |
| Cristoph August von Bredow                           | 1802–1803  |
| Ernst Wilhelm von Witte                              | 1803–1821  |
| Gustav Adolf Wilhelm von Witte                       | 1821–1884  |
| Ernst Wilhelm von Witte                              | 1884–1900  |
| Friedrich-Wilhelm Graf von Schlieffen                | 1900–1923  |
| Ada Lonny Dora von Schlieffen, Witwe                 | 1923–1945? |

## Baudenkmale

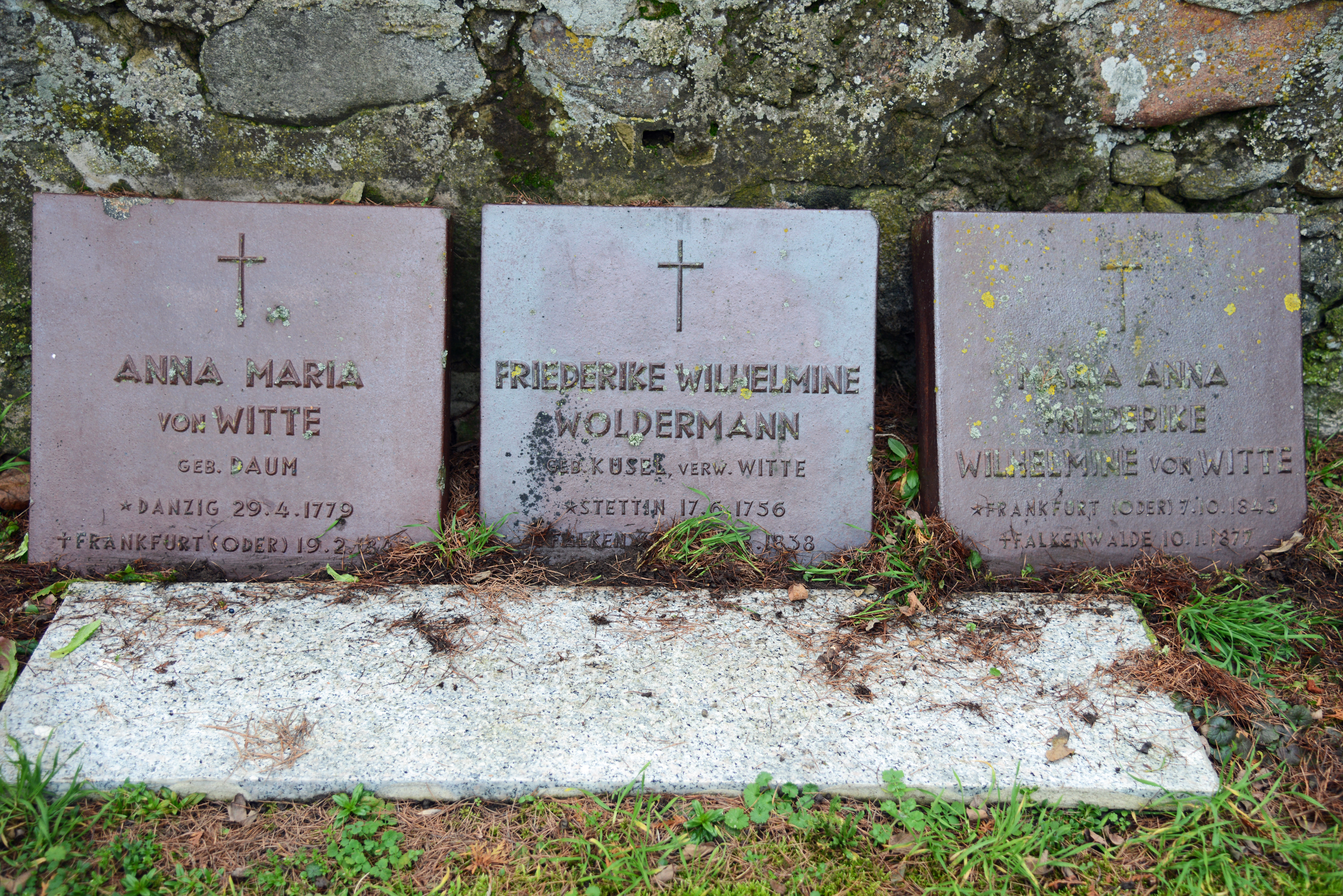
Grabstein von Marie Anna Friederike Wilhelmine von Witte auf dem Kirchhof der Dorfkirche.

- Die Barockkirche Wierzchlas wurde 1730 als evangelisch Kirche erbaut und bis 1945 genutzt. Sie ist ein Backsteinbau und besitzt einen über dem Kirchenschiff errichteten Fachwerkturm und einen angrenzenden Friedhof mit Grabsteinen aus dem 19. Jahrhundert. Die große Glocke wurde von einem Angehörigen der Familie von Sydow gestiftet und musste im Ersten Weltkrieg wegen ihres historischen Wertes nicht eingeschmolzen werden. Die kleine Glocke stammt aus dem 15. Jahrhundert.[4] Am 4. April 1963 wurde die Kirche als römisch-katholische Kirche „Unsere Liebe Frau von Tschenstochau“ geweiht. Die Kirche ist mit einer Stein- und Ziegelmauer mit einem Eingangstor umzäunt, das Grundstück ist mit Robinien und Eichen bepflanzt. An der Nordseite der Kirche befindet sich ein kleiner Teich. Die Kirche ist eine Filialkirche der römisch-katholischen Pfarrei „Verklärung des Herrn“ in Mieszkowice.[8] (eingetragen im Denkmalverzeichnis unter Nr. 284 vom 18. Juni 1958)[8] 52° 49′ 43,3″ N, 14° 29′ 57,9″ OGrabstein von Marie Anna Friederike Wilhelmine von Witte auf dem Kirchhof der Dorfkirche.Der Gutspark ist ein Überbleibsel des Gutshofs, mit einer Fläche ca. 15 ha und mit reichem Baumbestand aus dem 18. Jahrhundert. Die Komposition ist naturlandschaftlich gestaltet, die Anlage ist derzeit vernachlässigt, ohne Pflege, mit selbstsäenden Bäumen. Die kompositorische Anordnung basiert auf Blickachsen, die sich an der Stelle des ehemaligen Schlosses kreuzen. Ein Teil des Parks enthält den Familienfriedhof des Ritterguts mit den Ruinen des Grabes der Besitzer des Anwesens. (Eingetragen im Denkmalverzeichnis unter Nr. 244 vom 22. Oktober 1957)
- Der deutsche evangelische Friedhof wurde bis 1945 genutzt und liegt etwa 300 Meter nordöstlich der Kirche in einem kleinen Wäldchen. 52° 49′ 51,6″ N, 14° 30′ 7″ O

## Persönlichkeiten
- Christian David von Sydow, (* August 1729 zu Neuendorf; † 25. August 1789 Tarnawa Rzepińska (deutsch Tornow)), Erbherr auf Falkenwalde und Gräfendorf, 1761 Rittmeister, tauschte das Rittergut Falkenwalde und Gräfendorf gegen ein Gut in Tornow (Tarnawa Rzepińska) im Kreis Sternberg (Gmina Torzym), ⚭ Luise Frederike Christiana von Winterfeld.[2]
- Georg Wilhelm von Sydow, († 14. Februar 23. Mai 1717), Erbherr auf Falkenwalde und Gräfendorf, 1700 auf Gossow und Bellgen; 1700 Fähnrich Altpreußisches Infanterieregiment No. 17 von Sydow, 1702 zum Infanterie-Regiment Anhalt-Dessau Nr. 3 versetzt, 1714 Capitain Altpreußisches Infanterieregiment No. 9 von der Heyden.[2]
- Carl August von Zinnow, (1734–1775), Erbherr auf Falkenwalde und Rekane, Hofjägermeister des Prinzen Heinrich.
- Carl Ludwig Alexander von Zinnow (* 4. Dezember 1774 in Frankfurt a. d. O.; † 14. Februar 1808 in Berlin), trat mit 14 Jahren in das Dragoner-Regiment von Katte in Landsberg a. d. Warthe, Leutnant a. D., seit 22. Dezember 1798 Landrat des Kreises Königsberg Nm., er bat im Februar 1801 wegen Krankheit um Entlassung als Landrat, er besaß Güter in Lipki Wielkie (deutsch: Lipke) und Gralewo (Santok) (deutsch: Gralow), ⚭ Henriette Caroline Albertine Hauschteck (1775–1831) aus Landsberg an der Warthe.
- Ernst Wilhelm von Witte auf Falkenwalde (Wierzchlas) und Gräfendorf (Goszkówek) im Kreis Königsberg in der Neumark, (* 17. Juni 1783 in Stettin; † 1. Februar 1821 in Berlin), Ritterschaftsdirektor der Neumark und Rittmeister a. D., zuletzt im 1. Neumärkischen Landwehr-Kavallerie-Regiment und Adjutant des Generalfeldmarschalls Graf von Kalckreuth, Gouverneur von Berlin, ⚭ April 1804 in Berlin Marianne Daum (* 29. April 1779 in Danzig; † 19. Februar 1848 in Frankfurt (Oder)). Am 8. Januar 1816 wurde er durch den König von Preußen Friedrich Wilhelm III. in den Adelstand erhoben.
- Gustav Adolf Wilhelm von Witte (* 27. März 1805 auf Falkenwalde; † 18. Januar 1884 auf Falkenwalde)[14]. Er war Ritterschaftsdirektor[15] der Neumark und Kammergerichts-Assessor a. D., ⚭ Gräfin Adelaide von Nostitz, (* 13. November 1818 in Parchau; † 20. Juni 1888 in Ragow). Eheschließung am 5. September 1842 in Parchau.
- Ernst Wilhelm von Witte (* 8. Oktober 1844 auf Falkenwalde), Ehrenritter des Johanniter-Ordens, Ritterschaftskommissarius (Ritterschaftsrat), ⚭ Wally Julie Henriette von Koerber (* 19. April 1854 zu Körberode; † 22. Februar 1929 Bad Freienwalde) am 30. September 1878 in Körberrode (ehemals Vorwerk Jankowitz), Landkreis Graudenz.[16]
- Ada Lonny Dora von Witte (* 25. September 1879 zu Klein Mehßow; † 19. September 1945 in Potsdam); Tochter von Ernst Wilhelm von Witte ⚭ Wally Julie Henriette von Koerber, letzte Besitzerin des Ritterguts.
- Marie Anna Friederike Wilhelmine von Witte (* 7. Oktober 1843 auf Falkenwalde; † 10. Januar 1877 auf Falkenwalde); Tochter von Gustav Adolf Wilhelm von Witte ⚭ Gräfin Adelaide von Nostitz